# 九州のうた
『九州のうた』（きゅうしゅうの うた）は、NHK福岡放送局が九州・沖縄向けに制作している5分間のミニ番組である。

## 概要
九州・沖縄で古くから歌われてきた民謡や、九州・沖縄を舞台として近現代に作られた歌などを紹介する番組で、1982年8月にスタートした。
九州交響楽団の演奏（＋時々歌唱）と、NHKカメラマン撮影の地域を映した映像の組み合わせで、断続的に40曲以上が紹介された。
2010年代に入り編成の都合で放送されなくなっていたが、2012年初放送時の楽譜を基に10曲を再収録。2013年2月23日、九州沖縄特集『ふるさとのうた 九州沖縄のうた』として放送された。またこれを機に、『九州沖縄のうた』として5分番組も再開された。

## 番組で取り上げられたうた
※は、2012年に再録された作品。
| 局名                      | 舞台地                | 作詞者         | 作曲者       | 編曲者         | 歌唱者                 | 備考                       |
| ------------------------- | --------------------- | -------------- | ------------ | -------------- | ---------------------- | -------------------------- |
| 赤い帽子白い帽子※         | ‐                     | 武内俊子       | 河村光陽     | 南安雄         | ‐                      | 「河村光陽メドレー」として |
| あわて床屋                | ‐                     | 北原白秋       | 山田耕筰     | ‐              | NHK福岡児童合唱団MIRAI | 「この道」とセット         |
| 牛深ハイヤ節※             | 熊本県天草            | ‐              | ‐            | 村里修二       | ‐                      | 民謡                       |
| 美しき天然※               | 長崎県九十九島        | ‐              | 田中穂積     | 小町昭         | ‐                      |                            |
| うれしいひなまつり※       | ‐                     | サトウハチロー | 河村光陽     | 南安雄         | ‐                      | 「河村光陽メドレー」として |
| かもめの水兵さん※         | ‐                     | 武内俊子       | 河村光陽     | 南安雄         | ‐                      | 「河村光陽メドレー」として |
| からたちの花※             | ‐                     | 北原白秋       | 山田耕筰     | 石川晧也       | ‐                      | 「北原白秋メドレー」として |
| 刈干切唄※                 | 宮崎県                | ‐              | ‐            | 石川晧也       | ‐                      | 民謡                       |
| 荒城の月※                 | 大分県竹田 福島県会津 | 土井晩翠       | 瀧廉太郎     | 小山内たけとも | ‐                      |                            |
| 心の旅                    | ‐                     | 財津和夫       | 財津和夫     |                | ‐                      |                            |
| この道                    | ‐                     | 北原白秋       | 山田耕筰     | ‐              | NHK福岡児童合唱団MIRAI | 「あわて床屋」とセット     |
| 佐賀たんす長持唄※         | 佐賀県                | ‐              | ‐            | 小山内たけとも | ‐                      | 民謡                       |
| 島原の子守唄              | 長崎県島原            | 宮崎康平       | 宮崎康平     |                |                        |                            |
| 正調博多節                | 福岡市博多            | ‐              | ‐            | 不詳           | ‐                      | 民謡                       |
| 筑豊の子守唄              | 福岡県筑豊            | 市丸邦夫       | 大潟瑞生     | ‐              | ハル（大潟と赤兵衛）   |                            |
| てぃんさぐぬ花※           | 沖縄県                | ‐              | ‐            | 黒河内和夫     | ‐                      | 民謡                       |
| 長崎の鐘                  | 長崎市                |                |              |                |                        |                            |
| 仲よし小道※               | ‐                     | 三苫やすし     | 河村光陽     | 南安雄         | ‐                      | 「河村光陽メドレー」として |
| フェニックス・ハネムーン※ | 宮崎県                | ‐              | いずみたく   | 小山内たけとも | ‐                      |                            |
| 福連木の子守唄            | 熊本県天草            | ‐              | ‐            |                |                        | 子守唄                     |
| まちぼうけ※               | ‐                     | 北原白秋       | 山田耕筰     | 石川晧也       | ‐                      | 「北原白秋メドレー」として |
| りんごのひとりごと※       | ‐                     | 武内俊子       | 河村光陽     | 南安雄         | ‐                      | 「河村光陽メドレー」として |
| ロマンよ風になれ          | 大分県くじゅう        | たきのえいじ   | たきのえいじ |                | 吉川由美               |                            |
| われは海の子※             | （鹿児島県?）         | 不詳           | 不詳         | 南安雄         | ‐                      | 大日本帝國・文部省唱歌     |

## 関連番組
- 音楽のタイム・カプセル〜九州のうた ファミリー・コンサート〜
  - 開催：2010年8月18日＠福岡市民会館
  - 放送：同年9月23日 10:05 - 11:18（九州・沖縄の総合テレビ）
- 九州沖縄特集『ふるさとのうた　九州沖縄のうた』
  - 放送：2013年2月23日 10:55 - 11:53（九州・沖縄の総合テレビ）